# Wolfgang Brendel

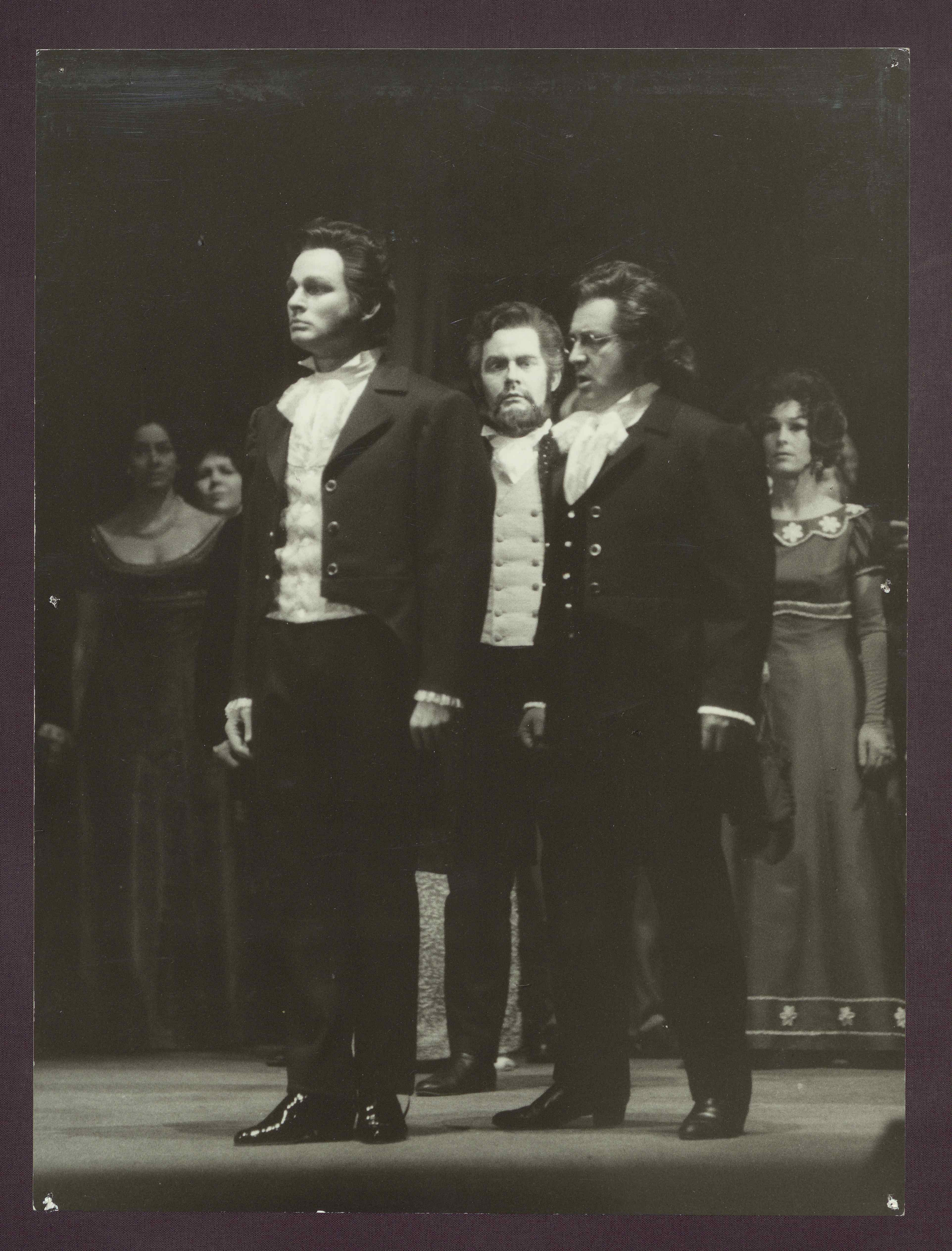
Wolfgang Brendel (links) in Eugen Onegin am Badischen Staatstheater Karlsruhe (1970/71)

Wolfgang Brendel (* 20. Oktober 1947 in München) ist ein deutscher Opernsänger (Bariton).

## Leben
Brendel wuchs in Wiesbaden auf, wo er zunächst parallel zur Schulausbildung Gesangsstunden bei Rolff Sartorius nahm. 1969 debütierte er am Pfalztheater in Kaiserslautern als Don Giovanni. Dort sang er auch die Partie des Giorgio Germont in La traviata. Er war seinerzeit der jüngste Sänger in dieser Rolle in den deutschsprachigen Ländern. Ab 1971 folgten 15 Jahre im festen Engagement an der Staatsoper in München, wo er 1977 zum damals jüngsten Kammersänger ernannt wurde und auch nach 1986 noch als ständiger Gast zu hören war. Einen besonders großen Erfolg in München erreichte er 1973 mit Pelléas in Pelléas et Mélisande. Zu seinen bevorzugten Partien gehören weiterhin Papageno in der Zauberflöte und der Wolfram im Tannhäuser, den Brendel beispielsweise 1985 bis 1987 sowie 1989 bei den Bayreuther Festspielen sang. Gastspiele führten ihn unter anderem an die Staatsoper Hamburg, Deutsche Oper am Rhein und Badisches Staatstheater Karlsruhe.
Auch international war Brendel erfolgreich. 1975 sang er erstmals an der New Yorker Metropolitan Opera, wobei er den Graf in Figaros Hochzeit verkörperte. Er gastierte unter anderem auch an der Mailänder Scala, Covent Garden Oper, Wiener Staatsoper, Opernhaus Zürich, Chicago Lyric Opera, Teatro Nacional de São Carlos und San Francisco Opera. 1975 sang er bei den Salzburger Festspielen ein Solo in Carmina Burana. Zu seinem Repertoire gehören neben den großen Rollen in seinem Fach auch die Buffo-Partien der Operette. 
Brendels letzte Gesangsrolle war die des Hans Sachs 2012 an der Deutschen Oper Berlin. 2022 übernahm er die Sprechrolle des Haushofmeisters in Ariadne auf Naxos an der Metropolitan Opera.
Brendel unterrichtete bis 2011 als ordentlicher Professor an der Hochschule für Musik und Theater München. Danach zog er zu seiner Ehefrau, einer US-Amerikanerin, und den beiden gemeinsamen Kindern in die USA. Seitdem lehrt er als Professor of Practice Gesang an der Jacobs School of Music der Indiana University Bloomington.
1997 wurde Brendel mit dem Verdienstkreuz am Bande der Bundesrepublik Deutschland ausgezeichnet.